# Boriza crossaea
Boriza crossaea är en fjärilsart som beskrevs av Druce 1894. Boriza crossaea ingår i släktet Boriza och familjen tandspinnare. Inga underarter finns listade i Catalogue of Life.